# Иванова, Вероника Петровна
Вероника Иванова (бел. Вераніка Пятроўна Іванова; 24 сентября 1996, Могилёвская область, Белоруссия) — белорусская женщина-борец вольного стиля, призёр чемпионатов Европы и Европейских игр.

## Спортивная карьера
Вольной борьбой занимается с 2010 года в могилёвском государственном училище олимпийского резерва под руководством Сергея Владимировича Мелькова. В 2014 году Вероника Иванова на первенстве Европы среди юниоров заняла пятое место. На первых Борьба на Европейских играх в Баку завоевала бронзовую медаль, одолев в схватке за 3 место Гидре Блекайтите из Литвы. В сентябре 2017 года на чемпионате мира среди военнослужащих в Клайпеде заняла 2 место. В мае 2018 года на чемпионате Европы в Каспийске стала обладательницей бронзы. На чемпионате Европы 2020 года в Риме заняла 5 место, проиграв в схватке за бронзовую медаль Татьяне Омельченко, представляющей из Азербайджан.
На чемпионате Европы 2021 года, который проходил в апреле в Варшаве, в весовой категории до 62 кг, белорусская спортсменка завоевала бронзовую медаль.

## Спортивные результаты
- Европейские игры 2015 — ;
- Чемпионат мира по борьбе 2015 — 7;
- Чемпионат Европы по борьбе 2016 — 9;
- Чемпионат Европы по борьбе U23 2016 — 5;
- Чемпионат мира среди военнослужащих 2016 — ;
- Чемпионат мира среди студентов 2016 — ;
- Чемпионат Европы по борьбе 2017 — 8;
- Чемпионат мира среди военнослужащих 2017 — ;
- Чемпионат мира по борьбе 2017 — 9;
- Чемпионат Европы по борьбе 2018 — ;
- Чемпионат Европы по борьбе U23 2018 — 6;
- Чемпионат мира по борьбе 2018 — 19;
- Европейские игры 2019 — 9;
- Чемпионат мира по борьбе U23 2019 — 5;
- Чемпионат Европы по борьбе 2020 — 5;